# 아시아 드래곤보트 연맹
아시아 드래곤보트 연맹(Asian Dragon Boat Federation, ADBF)은 아시아의 드래곤보트 종목을 총괄하는 국제 스포츠 행정 기구이다.

## 회원국
| 국가           | 협회                 | 코드 | 설립   | 가맹   | 비고 |
| -------------- | -------------------- | ---- | ------ | ------ | ---- |
| 대한민국       | 대한드래곤보트협회   | KOR  | 1999년 | 2000년 |      |
| 중화인민공화국 | 중국 드래곤보트 협회 | CHN  |        | 1992년 |      |

## 참고 문헌
- “아시아 드래곤보트 연맹”. 국제 협회 연합.
- “아시아 드래곤보트 연맹”. 아시아 올림픽 평의회. 2022년 3월 12일에 원본 문서에서 보존된 문서. 2022년 3월 12일에 확인함.

## 같이 보기
- 국제 드래곤보트 연맹